# Leskea filaria
Leskea filaria är en bladmossart som beskrevs av Brotherus och Iishiba 1929. Leskea filaria ingår i släktet Leskea och familjen Leskeaceae. Inga underarter finns listade i Catalogue of Life.